# Alf Hansen
Alf Hansen (Oslo, 13 juli 1948) was een Noors roeier. Hansen maakte zijn olympisch debuut met een negende plaats op de Olympische Zomerspelen 1972 in de vier-zonder. Hansen behaalde grote successen met zijn oudere broer Frank Hansen, samen wonnen ze olympisch goud in 1976 en driemaal de wereldtitel in 1975, 1978 en 1979. Hansen kon vanwege de deelname van Noorwegen aan de boycot niet deel nemen aan de Olympische Zomerspelen 1980 in Moskou. Samen met zijn nieuwe partner Rolf Thorsen won Hensen drie medailles op de Wereldkampioenschappen roeien in alle drie de kleuren. Hensen nam samen met Rolf Thorsen deel aan de Olympische Zomerspelen 1984, samen werden ze slechts tiende. Hansen stapte over naar de dubbel-vier en won zowel olympisch zilver in 1988 als zilver op de Wereldkampioenschappen roeien 1987.

## Resultaten
- Olympische Zomerspelen 1972 in München 9e in de vier-met
- Wereldkampioenschappen roeien 1975 in Nottingham  in de dubbel-twee
- Olympische Zomerspelen 1976 in Montreal  in de dubbel-twee
- Wereldkampioenschappen roeien 1978 zware klasse in Cambridge  in de dubbel-twee
- Wereldkampioenschappen roeien 1979 in Bled  in de dubbel-twee
- Wereldkampioenschappen roeien 1981 in Bled  in de dubbel-twee
- Wereldkampioenschappen roeien 1982 in Luzern  in de dubbel-twee
- Wereldkampioenschappen roeien 1983 in Duisburg  in de dubbel-twee
- Olympische Zomerspelen 1984 in Los Angeles 10e in de dubbel-twee
- Wereldkampioenschappen roeien 1986 in Nottingham 9e in de dubbel-vier
- Wereldkampioenschappen roeien 1987 in Kopenhagen  in de dubbel-vier
- Olympische Zomerspelen 1988 in Seoel  in de dubbel-vier
- Wereldkampioenschappen roeien 1989 in Bled 6e in de dubbel-vier

1904: John Mulcahy & William Varley ·
1920: Paul Costello & John B. Kelly, Sr. ·
1924: Paul Costello & John B. Kelly, Sr. ·
1928: Paul Costello & Charles McIlvaine ·
1932: Kenneth Myers & Garrett Gilmore ·
1936: Jack Beresford & Leslie Southwood ·
1948: Richard Burnell & Bert Bushnell ·
1952: Tranquilo Cappozzo & Eduardo Guerrero ·
1956: Aleksandr Berkoetov & Joeri Tjoekalov ·
1960: Václav Kozák & Pavel Schmidt ·
1964: Oleg Tjoerin & Boris Doebrovsky ·
1968: Anatoli Sass & Aleksandr Timosjinin ·
1972: Aleksandr Timosjinin & Gennadi Korsjikov ·
1976: Frank Hansen & Alf Hansen ·
1980: Joachim Dreifke & Klaus Kröppelien ·
1984: Bradley Lewis & Paul Enquist ·
1988: Nico Rienks & Ronald Florijn ·
1992: Stephen Hawkins & Peter Antonie ·
1996: Agostino Abbagnale & Davide Tizzano ·
2000: Luka Špik & Iztok Čop ·
2004: Sébastien Vieilledent & Adrien Hardy ·
2008: David Crawshay & Scott Brennan ·
2012: Nathan Cohen & Joseph Sullivan  ·
2016: Martin Sinković & Valent Sinković ·
2020: Hugo Boucheron & Matthieu Androdias  ·
2024: Andrei Cornea & Marian Enache
- Virtual International Authority File: 829156075614353980004